# Црква Светог Саве у Паризу
Црква Светог Саве је српска православна црква која се налази у Паризу, у улици Симплон 23, у центру града.
У цркви је смештена Епархија западноевропска Српске православне цркве, која покрива Француску и западну Европу (земље Бенелукса, Португалију и Шпанију).

## Историја
Парохија је основана 1947. године. Са службама на данашњој локацији (Улица Симплон бр. 23), некадашњој неороманској протестантској цркви из 1906. године, почело се 1965. године. Епархија западноевропска и аустралијска Српске православне цркве је основана 12. марта 1969. године и била је смештена у једној капели Румунске православне цркве на адреси Жан-де-Бове у 5. округу Париза, коју је изнајмљивала за потребе богослужења.
Када је Српска православна црква откупила и постала власник овог храма 1984. године, почело се са његовом реконструкцијом ради провођења намени и изгледу православног храма. Тако су направљени иконостас, сводови на таваници, унети су престоли, трон, певнице...

## Изглед
Изнад улаза у цркву, налази се лик Светог Саве. У средишту олтарске апсиде је фрескописана сцена Вазнесења Христовог, као и Благовести. Ту су и прикази најзначајнијих православних светитеља.
На животопису цркве раде Вероника Ђукановић и Владимир Карановић, познати иконописци који су учествовали у осликавању крипте Храма Светог Саве у Београду.

## Галерија
- Црква Светог Саве у Паризу